# Кутейніковське сільське поселення (Родіоново-Несвітайський район)
Кутейніковське сільське поселення — муніципальне утворення у Родіоново-Несвітайському районі Ростовської області, Росія. Кутейніковське сільське поселення розташовано на південному сході району у нижній течії річки Великий Несвітай та частково у лівобережжі середньої частини Тузлової.
Адміністративний центр поселення — слобода Кутейніково.
Населення — 2309 осіб (2010 рік).

## Адміністративний устрій
До складу Кутейніковського сільського поселення входять:
- слобода Кутейніково — 1121 особа (2010 рік);
- хутір Гребцово — 335 осіб (2010 рік);
- хутір Кам'яний Брід — 711 осіб (2010 рік);
- хутір Кірбітово — 24 особи (2010 рік);
- хутір Октябрський — 118 осіб (2010 рік).